# Pamela M. Kilmartin
Pamela M. Kilmartin es una astrónoma neozelandesa y codescubridora de planetas menores y cometas.
Es acreditada por el Centro de Planetas Menores con el descubrimiento de 41 asteroides, todos en colaboración con su marido, el astrónomo Alan C. Gilmore. Los dos astrónomos también fueron unos activos cazadores de cometas. Es socia de la Real Sociedad Astronómica de Nueva Zelanda (RASNZ) y es codirectora de la sección "Cometas y Planetas Menores".
El planetoide 3907 Kilmartin, descubierto por Max Wolf en 1904, fue nombrado en su honor. El nombre de la citación se publicó el 21 de abril de 1989 (M.P.C. 14482). En 1983, el asteroide Eunomia 2537 Gilmore fue nombrado por los dos, Alan y Pamela Gilmore.